# Puente de Deusto
El puente de Deusto es un puente basculante sobre la ría de Bilbao en Bilbao, capital de la provincia vasca de Vizcaya, en el norte de España. Este puente comunica los distritos bilbaínos de Abando y Deusto.

## Historia del puente
En diciembre de 1936 se inauguraba el puente levadizo que había sido encargado al ingeniero de caminos, canales y puertos Ignacio de Rotaeche y al ingeniero industrial José Ortiz de Artiñano en 1931. La necesidad de unir el casco histórico de la villa con los nuevos desarrollos urbanísticos que se estaban iniciando en los terrenos de las anteiglesias anexionadas de Deusto, Begoña y Abando imponía la construcción de diversos puentes sobre la ría de Bilbao (puente de Deusto y puente del Ayuntamiento).
El tráfico fluvial, fundamental para los trabajos portuarios que en aquel entonces se desarrollaban a esas alturas de la ría y que posteriormente se irían desplazando hacia el Abra, obligaba que dichos puentes fueran diseñados de tal forma que permitieran el paso de los buques.
La solución que se adoptó fue la de puentes levadizos a semejanza de los existentes en Chicago (Estados Unidos). Siendo alcalde de la villa Federico Moyúa se encargó al arquitecto municipal Ricardo Bastida la solución que encontró al acudir al Congreso Eucarístico de Chicago de 1926 y conocer los puentes móviles, tipo cantilever, de brazos basculantes de esa ciudad. Se eligió el Puente de la Avenida Míchigan, obra de los ingenieros Bennett, Pihlfeldt y Young, construido en 1920.
Los ingenieros Ignacio de Rotaeche y José Ortiz de Artiñano junto al arquitecto municipal Ricardo Bastida firmaron el proyecto inicial en enero de 1930. Este proyecto se aprobó el 23 de julio de 1931 y se comenzó a construir en julio de 1932 bajo el mandato como alcalde de Ernesto Ercoreca. Antes, el 29 de marzo se habían adjudicado las obras a la empresa Entrecanales y Távora, que se encargaría de la cimentación; Gamboa y domingo, Retolaza y Anacabe, de la estructura de hormigón y Basconia-MAN de la estructura metálica.
La obra, entregada el 12 de diciembre de 1936 tras cuatro años de trabajos y dos modificaciones del proyecto, una el 8 de septiembre de 1932 a propuesta de la Junta de Obras del Puerto por afecciones al ferrocarril de Bilbao a Portugalete y otra el 8 de diciembre de 1933 por motivos similares, se inauguró el 7 de diciembre.
Fue volado para la defensa de la ciudad el 18 de junio de 1937 en la Guerra Civil. Entre 1938 y 1939 fue reconstruido por las autoridades franquistas reinaugurándose el 25 de octubre de 1939, con el nombre de puente del Generalísimo (en referencia a Francisco Franco), siendo alcalde José María Oriol y Urquijo. En 1979 volvió a tener su nombre anterior.
En el año 1955 se demolieron las escaleras de acceso y entre 1974 y 1975 se reformaron los tramos móviles según proyecto del ingeniero Mariano de Lastra realizado en 1973. Esta reforma la realizó la empresa Dragados y Construcciones. En enero de 1983 se cambió el firme de la calzada, pasando de adoquinado a asfaltado. Ya en el siglo XXI, en los años 2004 y 2006 se realizaron nuevos accesos desde la avenida Abandoibarra (2004, dotado de ascensor) y la calle Botica Vieja (2006).
El puente fue escenario de las protestas y enfrentamientos con la policía que los trabajadores de los Astilleros Euskalduna, cuyas instalaciones eran vecinas del mismo, protagonizaron en defensa de su puesto de trabajo al producirse el cierre de los astilleros en 1988.

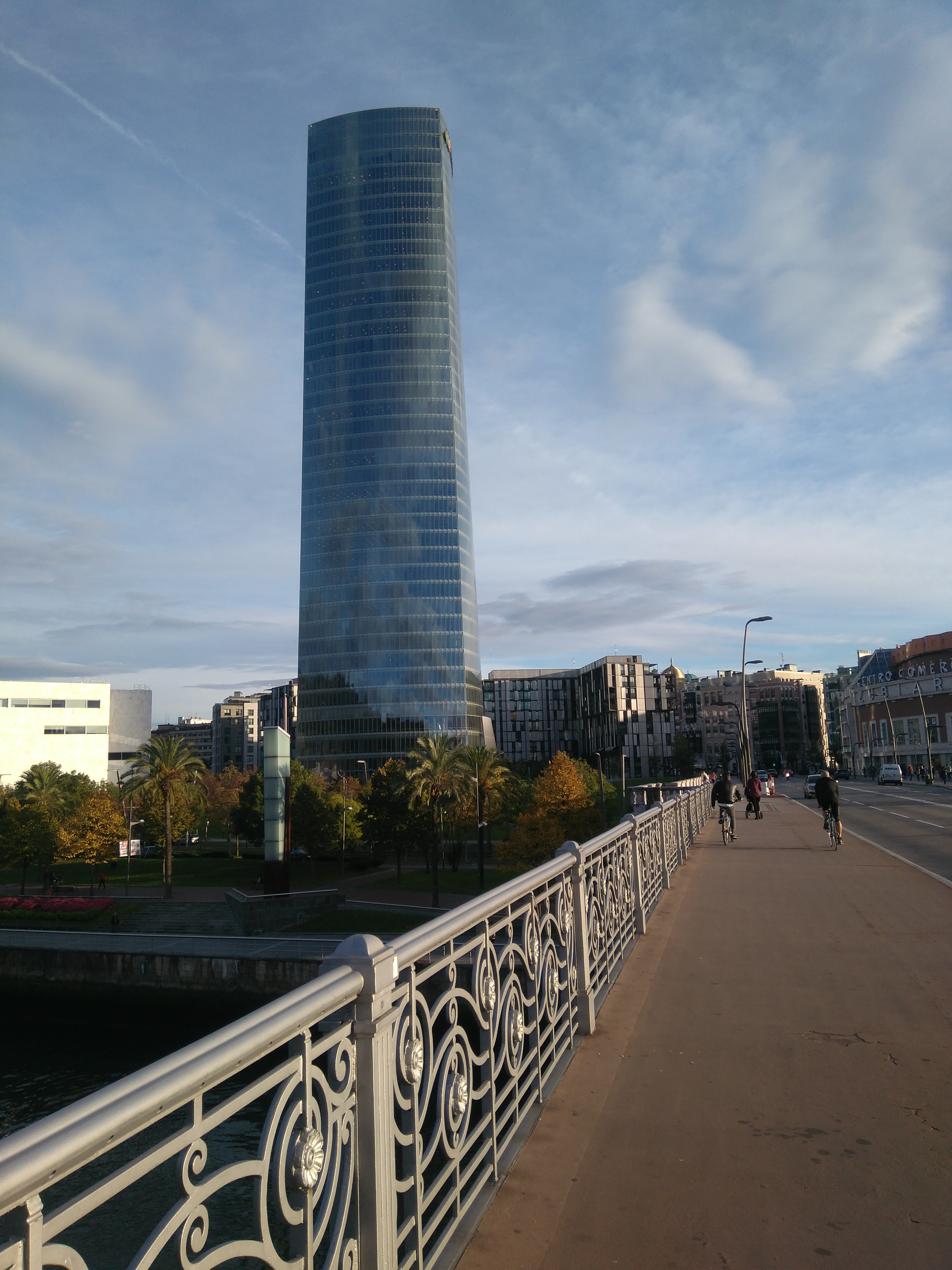
Vista de la Torre Iberdrola desde el puente de Deusto.

Hasta 1992 se mantenía un tráfico estable de buques por las aguas de la ría de Bilbao que obligaba a abrir el puente. Su última apertura comercial fue el 4 de mayo de 1995 para dejar paso al buque Hoo Ckres de la naviera Pinillos. La construcción del puente Euskalduna, con un gálibo inferior al de Deusto, impide el paso de embarciones que obliguen a abrir el puente siendo definitivo para su condena. Tras un periodo en el que se barajó el soldar e impovilizar definitivamente su tablero, se decidió mantenerlo en activo para que pueda ser abierto en conmemoraciones y festividades, como se había hecho con el paso de la gabarra del Athletic Club de Bilbao cuando ganó la liga de fútbol o el recibimiento al velero Euskadi-Europa-93- BBK del navegante en solitario José Luis Ugarte o al paso de la regata estudiantil Ingenieros-Deusto. Ha sido escenario para varias películas y se ha especulado con su cierre permanente, cosa que ha provocado la protesta de los bilbaínos. Actualmente su estado no permite la apertura completa de las dos hojas. La última apertura se realizó en marzo de 2008, para dar paso a la 28.º edición de la regata Ingenieros-Deusto. Está catalogado como elemento a proteger en grado Protección Especial, nivel A.
En octubre de 2008 el Ayuntamiento de Bilbao hace público su plan para la restauración integral de la infraestructura. Las obras, previstas para el año siguiente, tienen como objetivo el saneamiento integral, la puesta a punto de la maquinaría de elevación y un nuevo sistema de iluminación así como un cambio en el piso correspondiente a la parte peatonal. En el estudio anterior a la reforma se detectó que la barandilla, diseño de Ricardo Bastida, estaba muy deteriorada, optándose por su restauración y sustitución, en aquellos caso que su estado así lo exija, por réplicas de la misma. La sustitución se ha realizado con elementos idénticos construidos en acero inoxidable. Se cambia el color, del verde se pasa al plateado y el pasamanos de la barandilla aloja un sistema de iluminación con leds. El pavimento de la parte móvil de la tabla del puente se ha asfaltado con una mezcla de a base de resinas y áridos de un tono rosáceo, descartándose la imitación a madera prevista en un principio.

## Características y ubicación

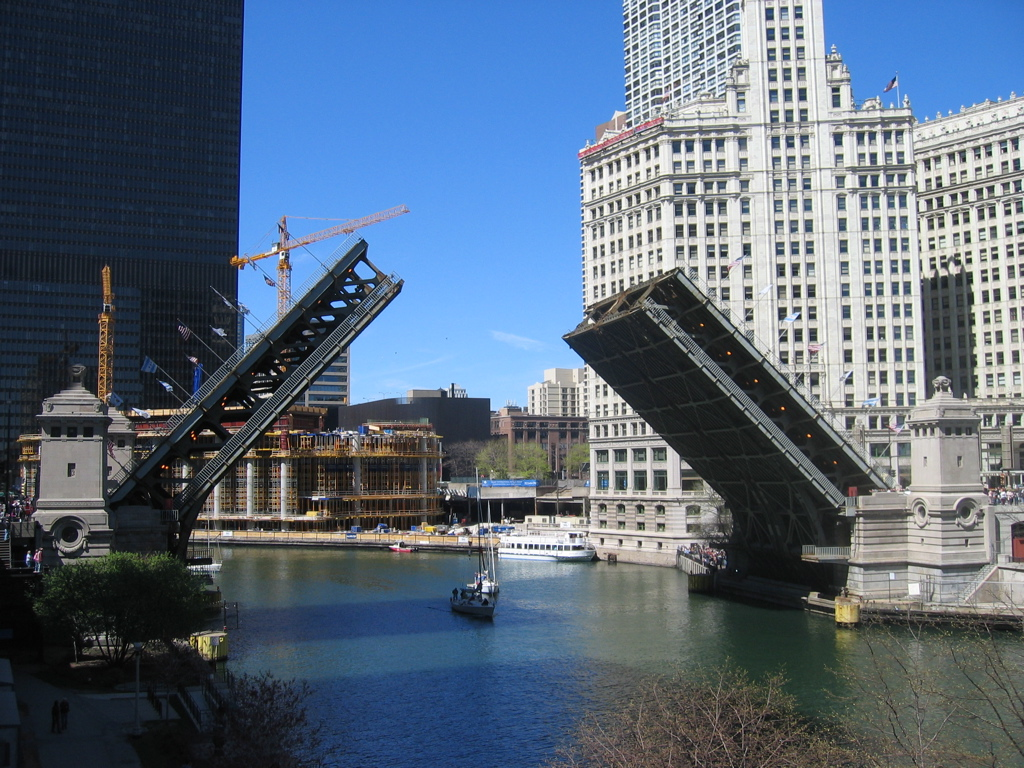
El puente de la avenida Míchigan, de Chicago, sirvió de inspiración para el diseño del puente de Deusto.

La longitud total del puente es de 500 m con una luz de 48 m estrechando el cauce de la ría que en ese punto es de 71 m, con sendos edificios de hormigón a cada lado, donde está ubicada la maquinaria de elevación. El gálibo en marea alta es de 7,96 m. La anchura del tramo móvil es de 20 metros (12 de calzada y dos aceras de 4) y del fijo, es de 25 metros (15 de calzada y aceras de 5). Las hojas basculan hasta alcanzar un ángulo de 70° sobre la horizontal. Tiene 27 vanos siendo el número 11 el que cruza la ría. Fue construido por las empresas La Naval y La Basconia.